# Texing
Texing ist eine Ortschaft und eine Katastralgemeinde der Gemeinde Texingtal im Bezirk Melk in Niederösterreich. Die Ortschaft hat 404 Einwohner (Stand 1. Jänner 2024). Bis Ende 1971 war Texing eine eigenständige Gemeinde.

## Geografie
Der Ort liegt in einem beckenförmigen Talabschnitt am Oberlauf der Mank und stellt als Hauptort der Gemeinde auch das Zentrum des Beckens dar.

## Geschichte
Der Ortsname Texing stammt möglicherweise vom slawischen Personennamen Tes- oder Tesin- ab, wobei die im 12. und 13. Jahrhundert hier ansässige Familie der Tessingen oder Tehsing urkundlich schwer fassbar ist. Isengrimm von Texing, ein Dienstmann des Grafen Friedrich von Peilstein, stiftete ein Benefizium für die Kapelle, welche im Jahr 1200 von der Mutterkirche St. Leonhard am Forst abgetrennt wurde.
Um 1335 gelangte Texing als Stiftungsgut an die Kartause Gaming und verblieb dort als Vikariat bis zur Aufhebung des Klosters im Jahr 1783. Um 1530 wurden die Pfarren St. Gotthard, Kirnberg und Texing vereinigt, wobei das Pfarrhaus in Texing stand.
Am 4. Oktober 1892 wurde hier Engelbert Dollfuß geboren, wuchs aber bei seinem Ziehvater in Kirnberg an der Mank auf. In seinem Geburtshaus ist ein Dollfuß-Museum eingerichtet. Das Museum wurde 2022 geschlossen und wird nach einem Evaluierungsprozess in den Jahren 2023 bis 2028 aufgelöst.
Laut Adressbuch von Österreich waren im Jahr 1938 in der Ortsgemeinde Texing ein Arzt, ein Bäcker, zwei Binder, ein Fleischer, zwei Gastwirte, fünf Gemischtwarenhändler, eine Rinderzuchtgenossenschaft, ein Glaser, zwei Schlosser, ein Schmied, zwei Schneiderinnen, drei Schuster, ein Viehhändler und ein Landwirt mit Direktvertrieb ansässig.
Mit dem 1. Jänner 1972 wurde im Zuge der Niederösterreichischen Kommunalstrukturverbesserung aus den ehemalig selbständigen Gemeinden Texing, Plankenstein, Sankt Gotthard und Teilen von Kilb die neue Gemeinde Texingtal gegründet.

## Kultur und Sehenswürdigkeiten
- Katholische Pfarrkirche Texing hl. Bartholomäus

## Bildung
- In Texing befindet sich ein Kindergarten.[5]

## In Texing geboren
- Engelbert Dollfuß (1892–1934), Politiker und Austrofaschist
- Leo Schmoll (1904–1957), Architekt und Baumeister